# Station Horneburg
Station Horneburg (Bahnhof Horneburg) is een spoorwegstation in de Duitse plaats Horneburg, in de deelstaat Nedersaksen. Het station ligt aan de spoorlijn Lehrte - Cuxhaven. Het station telt twee perronsporen. Naast de treinen van metronom stoppen ook treinen van de S-Bahn Hamburg in Horneburg.

## Treinverbindingen
De volgende treinseries doet station Horneburg aan:
| Serie | Treinsoort               | Route | Bijzonderheden |
| ----- | ------------------------ | --- | -------------- |
| RE 5  | Regional-Express (Start) | Hamburg Hbf – Hamburg-Harburg – Buxtehude – Horneburg – Stade – Otterndorf – Cuxhaven                                      |                |
|       | S-Bahn (DB Regio)        | Elbgaustraße – Eidelstedt – Dammtor – Hauptbahnhof – Harburg – Harburg Rathaus – Neugraben – Buxtehude – Horneburg – Stade |                |